# JCL Logistics
JCL Logistics ist ein international tätiges Logistik- und Transport-Unternehmen mit Hauptsitz in Baar, Schweiz.

## Geschäftstätigkeiten
JCL Logistics erbringt Leistungen im Bereich der Transportlogistik und Produktlogistik und ist spezialisiert auf die Branchen Gesundheit, Industrie, Einzelhandel, Automobilindustrie und Chemie.

## Geschichte
1928 gründete Hermann Jöbstl senior die Jöbstl OHG mit einer Spezialisierung auf Umzüge und Möbeltransporte. Das persönliche Interesse des Gründers an Kunst und Antiquitäten führte 1956 zur Erweiterung um Kunsttransporte. Bis 1985 konzentrierte sich das Unternehmen auf den Bereich der Möbellogistik. 1985 wurde die Sparte Textillogistik eingeführt.
1988 übernahm Hermann Jöbstl junior den Betrieb. Der weitere Ausbau der Textillogistik folgte in den 1990er Jahren. Mit der Jahrtausendwende beteiligte sich Hermann Jöbstl junior an der Firma Agis-Aweca Asia und erschloss damit den Bereich Luft- und Seefracht. 
Zu dieser Zeit gründete der heutige Eigentümer und Sohn von Hermann Junior, Stephan Jöbstl, durch eine Kooperation mit der damaligen Centrum Logistik das heutige Unternehmen JCL Logistics. 2008 übernahm er den Betrieb, der bis dahin rund 100 Mitarbeiter beschäftigte und überwiegend lokal geprägt war, von seinem Vater. Mit strategischen Zukäufen sowie Investitionen wurde das Leistungsportfolio ausgeweitet.
2009 erwarb JCL Logistics 74,9 % der Anteile der Kraus & Papst-Gruppe, dem damaligen europaweiten Marktführer im Bereich Transport und Logistik von unverpackten Großinstrumenten. Kurz darauf folgte die schrittweise Akquisition von Logwin-Road+Rail-Standorten, wie beispielsweise in den Niederlanden, Österreich, Schweiz, Spanien und Südeuropa. Mit diesen Zukäufen stieg die Mitarbeiteranzahl auf insgesamt 1500 Mitarbeiter an.
Im Januar 2013 kaufte JCL Logistics die Mehrheit an dem chinesisch-koreanischen Logistikunternehmen ACE GLS Inc. Ende 2014 wurde diese in eine strategische Beteiligung umgewandelt.
Per Ende 2013 wurde der Firmensitz in die Schweiz verlegt. 2014 erwirtschaftete JCL Logistics einen Jahresumsatz von 360 Millionen Euro. Stephan Jöbstl als CEO und COO bildet das Management. Die auf rund 40 Standorte in Europa und Asien verteilten 1.150 Mitarbeiter erzielten im Geschäftsjahr 2016 rund 360 Millionen Euro Umsatz.